# Rajské zahrady
Rajské zahrady jsou dokumentární seriál České televize o historických parcích a zahradách v České republice. Natočen byl ve dvou cyklech. První byl vysílán od 4. října do 27. prosince 2009 a prováděla jím herečka Zuzana Slavíková. Druhý cyklus televize vysílala od 2. ledna do 10. dubna 2010 a pořadem provázeli herci Arnošt Goldflam a Josef Polášek.

## Přehled dílů
Rajské zahrady I.
| Pořadí | Název dílu                     | Archiv ČT |
| ------ | ------------------------------ | --------- |
| 1      | Kratochvíle                    | spustit   |
| 2      | Květná zahrada                 | spustit   |
| 3      | Český Krumlov                  | spustit   |
| 4      | Jaroměřice nad Rokytnou        | spustit   |
| 5      | Slavkov                        | spustit   |
| 6      | Krásný Dvůr                    | spustit   |
| 7      | Vlašim                         | spustit   |
| 8      | Veltrusy a Kačina              | spustit   |
| 9      | Podzámecká zahrada v Kroměříži | spustit   |
| 10     | Nové Hrady                     | spustit   |
| 11     | Vrchotovy Janovice             | spustit   |
| 12     | Průhonice                      | spustit   |
| 13     | Konopiště                      | spustit   |

Rajské zahrady II.
| Pořadí | Název dílu                   | Archiv ČT |
| ------ | ---------------------------- | --------- |
| 1      | Olomouc, město květin        | spustit   |
| 2      | Kolem Pražského hradu        | spustit   |
| 3      | Romantická Lednice a Valtice | spustit   |
| 4      | Valdštejnův manýrismus       | spustit   |
| 5      | Barokní Holešov a Buchlovice | spustit   |
| 6      | Kuks, krajina jako park      | spustit   |
| 7      | Karlovy Vary, sadové město   | spustit   |
| 8      | Malostranské palácové        | spustit   |
| 9      | Báječná brněnská botanická   | spustit   |
| 10     | Mnohotvárná Troja            | spustit   |
| 11     | Pohádková Dobříš             | spustit   |
| 12     | Zapomenutý Bečov             | spustit   |
| 13     | Brněnské městské parky       | spustit   |